# フキヤガエル属
フキヤガエル属（フキヤガエルぞく、属名：Phyllobates〈フィロバテス〉）は、およそ中部アメリカのニカラグア、コスタリカ、パナマ、コロンビアに分布し、野生下において強い毒をもつカエルの仲間。1841年にフランスの動物学者・アンドレ・マリー・コンスタン・デュメリルとガブリエル・ビブロンが設立。ヤドクガエル科の下位に位置する階級。

## 語源
属名のPhyllobatesは、ギリシャ語で「葉っぱを歩く者」を意味する。

## 毒素
有毒であるバトラコトキシン (BTX) はヤドクガエル科の中で唯一フキヤガエル属の野生種だけが保有しており、特に強い毒を持つのはココエフキヤガエル・ヒイロフキヤガエル・キイロフキヤガエルの3種だが、キイロフキヤガエルに至っては、該当する残り2種に比べて約27倍もの猛毒を持っている。しかし、その一方でヤドクガエル科のカエルは餌となる野生の昆虫から毒素を蓄えているため、特に毒性が強い本属の種もまた長期間（最大約2年間）にわたって飼育下におくと毒素を失う。

## フキヤガエル属を編成する種
フキヤガエル属は下記の5種で編成されている。
| 画像                   | 基本情報                                                                                             |
| ---------------------- | --- |
|                        | ココエフキヤガエル学名：Phyllobates aurotaenia (Boulenger, 1913)分布：コロンビア                     |
|                        | ヒイロフキヤガエル学名：Phyllobates bicolor Duméril & Bibron, 1841分布：コロンビア                   |
| ヒメキスジフキヤガエル | ヒメキスジフキヤガエル学名：Phyllobates lugubris (Schmidt, 1857)分布：ニカラグア、コスタリカ、パナマ |
|                        | キイロフキヤガエル学名：Phyllobates terribilis Myers, Daly & Malkin, 1978分布：コロンビア            |
| キスジフキヤガエル     | キスジフキヤガエル学名：Phyllobates vittatus (Cope, 1893)分布：コスタリカ                            |

## 補足
1. ↑  このステロイドアルカロイドの名前の語源はギリシャ語で「カエル」を意味するバトラコス（batrachos）および「毒素」を意味するトキシン（toxin）に由来する[2]

## データベース
- 検索ワード：Phyllobates
  - アンフィビアウェブ / AmphibiaWeb （英語）
  - 世界の両生類の種 / Amphibian Species of the World （英語）